# Чилли Вилли
Чилли Вилли (англ. Chilly Willy) — персонаж мультфильмов Пол Джей Смита, добродушный пингвин, герой мультфильмов анимационной студии Уолтера Ланца, распространяемых Universal Pictures. Мультфильмы с Чилли Вилли выходили с 1953 по 1972 год и с 1999 по 2002 годы.

## Общая характеристика
Чилли Вилли — пингвин небольшого роста с красной шапочкой на голове. Обычно не разговаривает, но иногда произносит небольшие фразы. Живёт в Антарктиде в иглу. Пингвин, который почти всегда мёрзнет и/или хочет есть. Любит рыбу. Основными его занятиями и сюжетной идеей мультфильмов являются добывание еды или поиск способов согреться (чаще нелегальных).
Чтобы согреться или добыть еду, Чилли Вилли готов пойти на любую проказу и даже на преступление, например, на кражу лыж или пробраться на военную базу Антарктического корпуса. Не любит учиться.
Вместе с тем Чилли дружелюбен, никогда не откажет в помощи нуждающимся.

## Отношения с другими персонажами
Друзей у Чилли немного: белый медведь Макси (англ. Maxie; в ранних сериях он — противник Чилли) и альбатрос Гуни (англ. Gooney). В одной из серий у Чилли даже появляется подруга Чилли Лилли. Также в нескольких сериях видно, что Чилли дружит с Вуди Вудпекером.
Но зато у Чилли достаточно противников: главным из них считается пёс Смедли (англ. Smedley). Чаще всего именно у Смедли Чилли пытается украсть или еду, или пробраться в его жилище, чтобы согреться, и почти всегда побеждает. Иногда они дружат.
В поздних сериях противником Чилли также является сержант Антарктического корпуса Хогуш (англ. Hogwash). Чилли Вилли пытается украсть из расположения Антарктического корпуса либо что-то из еды либо спальные мешки.

## Мультфильмы
- Воришка Макрель
- Хитрая Форель
- Сэт Мориц Блиц
- Рыба оптом
- На крючке (Чилли Вилли)
- Сообразительный полицейский
- Нелюдимый Робинзон
- Маленький телезлодей
- Ледяной приём
- Полярные вредители
- Недоразумение в Швейцарии
- Зимняя спячка (Чилли Вилли)
- Операция Холодные Ноги
- На острие (Чилли Вилли)
- Комната и гнев
- Пингвин согревший и замерзший
- Легенда Рокабей Пойнта
- Мне холодно
- Чилли Вилли (мультфильм)